# カレドニアガラス
カレドニアガラス（学名:Corvus moneduloides）は、スズメ目カラス科の鳥。

## 分布
ニューカレドニアのグランドテール島に分布するほか、マレ島にも移入され帰化している。

## 道具使用
本種は道具を自作し使用するカラスとして有名である。
地域によって使用する道具が異なっており、中央部のサラメアではククイノキの倒木内に潜むカミキリムシの幼虫を捕獲する際、ククイノキの葉柄を加工した棒を倒木の穴に差し込み、それに幼虫を噛みつかせて引っ張り出す。ピックニングアという山では先端をかぎ状にした棒「フックツール」やパンダナスの葉柄を用いた「パンダナスツール」を使って穴に潜む昆虫を捕らえる。
硬いククイノキの実の中身を食べる際には、決められた木の股に実を置いて狙いを定め、下の岩に落として割る。
また、オックスフォード大学で飼育されている個体は針金の先を曲げてフック状にした道具を使用し、筒の中の餌を引っ張り上げることができる。